# Bundesliga de 1969–70
A Primeira Divisão do Campeonato Alemão de Futebol da temporada 1969-1970, denominada oficialmente de Fußball-Bundesliga 1969-1970, foi a 7º edição da principal divisão do futebol alemão. O campeão foi o Borussia Mönchengladbach que conquistou seu 1º título na história do Campeonato Alemão.

## Premiação
| 1. Fußball-Bundesliga 1969-1970              |
| Renânia do Norte-Vestfália                   |
| -------------------------------------------- |
| BORUSSIA MÖNCHENGLADBACH Campeão (1º título) |

## Artilharia
|   | País     | Jogador        | Clube                    | Gols |
| - | -------- | -------------- | ------------------------ | ---- |
| 1 | Alemanha | Gerd Müller    | FC Bayern München        | 38   |
| 2 | Alemanha | Werner Weist   | Borussia Dortmund        | 20   |
| 3 | Alemanha | Klaus Fischer  | TSV 1860 München         | 19   |
|   | Alemanha | Herbert Laumen | Borussia Mönchengladbach | 19   |
|   | Alemanha | Hannes Löhr    | 1. FC Köln               | 19   |